# Parastasia sawadai
Parastasia sawadai är en skalbaggsart som beskrevs av Yuiti Wada 2003. Parastasia sawadai ingår i släktet Parastasia och familjen Rutelidae. Inga underarter finns listade i Catalogue of Life.